# Maya à la poupée
Maya à la poupée est une œuvre de Pablo Picasso réalisée en janvier 1938. Inscrite dans le registre de la peinture cubique, elle est exposée au musée Picasso (Paris).